# Inyokern (Kalifornija)
Inyokern je naseljeno područje za statističke svrhe u američkoj saveznoj državi Kalifornija. Prema popisu stanovništva iz 2010. u njemu je živjelo 1.099 stanovnika.